# Третякова Валентина Петрівна
Валентина Петрівна Третякова (нар. 6 березня 1932) — українська співачка (лірико-колоратурне сопрано) і бандуристка, учениця Володимира Кабачка. Народна артистка УРСР з 1977.

## Життєпис
Закінчила 1958 Київську філармонію (клас вокалу Марії Литвиненко-Вольгемут), відтоді — у складі тріо бандуристок Київської філармонії (разом з Нелею Москвіною та Ніною Павленко).
Лауреат міжнародного конкурсу. Викладач по класу бандури в Київській школі мистецтв.

## Фільмографія
- «Їхали ми, їхали...» (1962)